# Шахи на зимових Дефлімпійських іграх 2019
Змагання із шахів провели на Зимових дефлімпійських іграх 2019 року між 13 та 20 грудня 2019 року в готелі «Аврора». Шахи дебютували на цих Дефлімпійських іграх.
Як чоловіки, так і жінки брали участь у бліц-змаганнях та у командному заліку.

## Медальний залік
*   Країна-господарка (Італія)
| Місце               | Країна              | Золото | Срібло | Бронза | Загалом |
| ------------------- | ------------------- | ------ | ------ | ------ | ------- |
| 1                   | Росія (RUS)         | 1      | 1      | 1      | 3       |
| 2                   | Україна (UKR)       | 1      | 1      | 0      | 2       |
| 3                   | Ізраїль (ISR)       | 1      | 0      | 0      | 1       |
| 3                   | Казахстан (KAZ)     | 1      | 0      | 0      | 1       |
| 5                   | Польща (POL)        | 0      | 1      | 1      | 2       |
| 6                   | Німеччина (GER)     | 0      | 1      | 0      | 1       |
| 7                   | Італія (ITA)*       | 0      | 0      | 1      | 1       |
| 7                   | Хорватія (CRO)      | 0      | 0      | 1      | 1       |
| Загалом (8 збірних) | Загалом (8 збірних) | 4      | 4      | 4      | 12      |

## Медалісти
| Event                        | Золото | Срібло                                                                                              | Бронза |
| ---------------------------- | --- | --------------------------------------------------------------------------------------------------- | --- |
| Бліц (чоловіки)              | Єгуда Грюнфельд · Ізраїль                                                                                            | Матеуш Лапай · Польща                                                                               | Дуїліо Коллутіїс · Італія                                                                                           |
| Бліц (Жінки)                 | Юлія Туркеєва · Росія                                                                                                | Тетяна Бакланова · Україна                                                                          | Ольга Герасімова · Росія                                                                                            |
| Командні змагання (чоловіки) | Казахстан Самажн Кеттебеков Віктор Максименко Амангелди Науризгалієв Берік Нуримов Дмитрій Мочальський Максим Рожков | Німеччина Артур Кеворков Вольфаганг Кьосслер Сергей Салов Могаммед Реза Гадімі Саша Бернвальд       | Хорватія Златко Кларіч Горан Цечі Еміл Ніколіч Богдан Божинович Тоні Вуйчич Дарко Швець                             |
| Командні змагання (жінки)    | Україна Тетяна Бакланова Наталія Мироненко Світлана Гончар Альона Осипова Аліна Лянгузова Інга Руденко               | Росія Наталія Кудрявцева Юлія Туркеєва Ольга Лагутіна Ольга Герасімова Валерія Паніна Любов Кіреєва | Польща Моніка Кобилінська Джоанна Стржесьнієвська Ізабела Товарніцька Мальвіна Шевчик Ева Варджяк Божена Кржишковяк |

## Рузультати

### Командні змагання

#### Чоловіки
Командний залік:
| Місце | Команда              | Ігри | + | = | - | Ком. очки | Очки |
| ----- | -------------------- | ---- | - | - | - | --------- | ---- |
| 1     | Казахстан            | 9    | 4 | 5 | 0 | 13        | 22   |
| 2     | Німеччина            | 9    | 5 | 3 | 1 | 13        | 22   |
| 3     | Хорватія             | 9    | 5 | 3 | 1 | 13        | 21   |
| 4     | Польща               | 9    | 4 | 4 | 1 | 12        | 19,5 |
| 5     | Болгарія             | 8    | 3 | 3 | 2 | 10        | 19,5 |
| 6     | Узбекистан           | 9    | 3 | 4 | 2 | 10        | 19   |
| 7     | Італія               | 8    | 4 | 0 | 4 | 9         | 20,5 |
| 8     | Україна              | 8    | 3 | 2 | 3 | 9         | 19   |
| 9     | Білорусь             | 8    | 3 | 5 | 3 | 9         | 19   |
| 10    | Росія                | 9    | 2 | 5 | 2 | 9         | 18   |
| 11    | Монголія             | 8    | 4 | 0 | 4 | 9         | 17,5 |
| 12    | Боснія і Герцеговина | 8    | 2 | 3 | 3 | 8         | 18   |
| 13    | Індія                | 8    | 1 | 3 | 4 | 6         | 17,5 |
| 14    | США                  | 8    | 1 | 1 | 6 | 4         | 14,5 |
| 15    | Бразилія             | 8    | 0 | 0 | 8 | 1         | 3    |

#### Жінки
Командний залік
| Місце | Команда   | Ігри | + | = | - | Ком. очки | Очки |
| ----- | --------- | ---- | - | - | - | --------- | ---- |
| 1     | Україна   | 10   | 9 | 0 | 1 | 18        | 33   |
| 2     | Росія     | 10   | 9 | 0 | 1 | 18        | 32,5 |
| 3     | Білорусь  | 10   | 4 | 1 | 5 | 9         | 16   |
| 4     | Польща    | 10   | 3 | 2 | 5 | 8         | 13,5 |
| 5     | Казахстан | 10   | 3 | 2 | 5 | 8         | 13,5 |
| 6     | Індія     | 10   | 0 | 3 | 7 | 3         | 12   |